# Бенкё, Тибор
Тибор Бенкё (венг. Benkő Tibor; родился 16 октября 1955 года) — венгерский военный и государственный деятель. С 2018 по 2022 год занимал пост министра обороны. Ранее был четырёхзвёздным генералом в Вооружённых силах Венгрии, занимал пост начальника штаба обороны с 6 июня 2010 года по 16 мая 2018 года. 
После парламентских выборов 2018 года премьер-министр Виктор Орбан выдвинул кандидатуру генерала Бенке на пост министра обороны. Утверждалось, что он будет и солдатом, и министром.

## Личная жизнь
Генерал Бенкё женат, есть две дочери.

## Награды и ордена
|  |  |  |  |
|  |  |  |  |
|  |  |  |  |
|  |  |  |  |

| 1-й ряд | Командорский крест венгерского ордена "За заслуги" со звездой на военной ленте | Офицерский крест"За заслуги" на ленте            | Лента Рыцарского креста Венгерского ордена "За заслуги" | Медаль "За заслуги в службе " с Лавровым венком |
| ------- | ------------------------------------------------------------------------------ | ------------------------------------------------ | ------------------------------------------------------- | ----------------------------------------------- |
| 2-й ряд | Медаль "За заслуги в службе" Золотой крест                                     | Медаль "За службу родине"Серебряная медаль       | Служебные медали для офицеров 1 - го класса             | Медаль "За службу Родине" Бронзовая медаль      |
| 3-й ряд | Медаль «За безупречную службу» (1964) за 10 лет службы                         | Медаль за заслуги в области защиты от наводнений | Медаль за заслуги в области защиты от наводнениймм      | Служебные медали для офицеров 2 - го класса     |
| 4-й ряд | Служебные медали для офицеров 3 - го класса                                    | Командор ордена Почетного легиона                | Кавалер ордена Почетного легиона                        |                                                 |